# Teresa Rebull
Teresa Soler i Pi, més coneguda pel nom artístic de Teresa Rebull –el cognom del seu company, Pep Rebull– (Sabadell, 21 de setembre del 1919 - Banyuls de la Marenda, 15 d'abril del 2015), va ser una activista política, cantautora i pintora catalana. Filla de Balbina Pi i Gonçal Soler –dos revolucionaris anarquistes–, va ser una de les integrants de la Nova Cançó.

## Biografia

### Infantesa
Teresa Rebull va néixer al carrer de Cellers –al barri de Gràcia– de Sabadell el 21 de setembre del 1919, tot i que al Registre Civil consta erròniament que va néixer el 24 de setembre. Quan tenia tres anys, la família va anar a viure a Sant Boi de Llobregat, on el 1922 va néixer la seva germana, Llibertat. El 1924 es van establir a Alcoi, on va néixer la segona germana, Assutzena. Van anar a viure a Barcelona, a la Bordeta, poc després a Sant Boi de nou i van tornar a Barcelona, al carrer de la Diputació, on va veure passar molts dels dirigents sindicalistes de l'època. El canvi freqüent de domicili era per prevenir possibles detencions del pare o de la mare a causa del seu activisme. Del 1930 al 1936 van tornar a Sabadell, on van viure a diferents habitatges. Ella va anar a l'escola del Sr. Estruch, al carrer del Sol, i a l'escola del matrimoni Carme Simó i Enric Casassas. El 1931, quan tenia dotze anys, Teresa Rebull va començar a treballar a la fàbrica de teixits, per la qual cosa havia d'estudiar de vespre, primer al Círcol Republicà Federal i després al Centre de Dependents.

### El període republicà
La seva mare era amiga del president de la Generalitat Lluís Companys i Jover i l'any 1936 Teresa Rebull va aconseguir un lloc de treball de secretària al departament de treball de la Generalitat de Catalunya. Amb aquesta nova feina, es va establir en un pis compartit del carrer de Sant Pau de Barcelona, on entrà en contacte amb Manolo Maurín, amb Josep Rebull i amb altres militants del Partit Obrer d'Unificació Marxista (POUM), on ella començà a militar el 1936. El 19 de juliol de 1936 es va establir a Sabadell per fer-hi d'infermera, però al cap de poc se'n tornà a Barcelona i continuà treballant a la Conselleria de Treball. Pels Fets de maig del 1937 se'n va anar de casa els pares —que s'havien establert a Barcelona feia poc— per discrepàncies polítiques amb el pare, que era comunista. De resultes dels Fets, va estar vuit dies a la txeca de la via Laietana, d'on en va sortir gràcies a Rafael Vidiella i al fet que son pare era comunista i l'ajudà. Però el pare s'hagué d'amagar, per haver ajudat la filla, per la qual cosa pares i germanes s'establiren a Palafolls. L'enfrontament fratricida entre el POUM i el PSUC va significar pràcticament el final del partit "marxista revolucionari" i la va tocar molt de prop: van morir Andreu Nin i el seu amic Manolo Maurín, que no va sobreviure al tracte a la txeca i que la Teresa va veure morir en un llit de l'Hospital de Sant Pau de Barcelona.

### L'ocupació franquista i l'exili
Un cop dissolt el POUM i després de veure morir companys seus, a la primeria de 1939 va fugir cap a Vic —on es va trobar amb el seu company, Pep Rebull—, Olot, Molló, el coll d'Ares, Prats de Molló i Perpinyà, camí de París i Bezons, on va viure amb Pep Rebull. El 1940 va tornar uns nou o deu mesos a Barcelona, on feu de ballarina en una companyia de flamenc i on va treballar també en una parada del mercat de Gràcia. L'any 1941 travessa la frontera a peu per retrobar-se a París amb Pep Rebull, el qual no podia tornar perquè estava condemnat. Teresa torna a Barcelona per donar suport al seu pare, que està empresonat. Al cap d'uns dies, ella torna a travessar la frontera de nit amb dos passadors. Va de Figueres fins a Argelers i s'estableixen a Marsella, d'on haurien pogut exiliar-se als Estats Units gràcies al Comitè Americà d'Ajuda als Intel·lectuals Immigrants. Però ella està embarassada i es queden a Marsella, on hi ha molts intel·lectuals francesos, i fan amistat, entre d'altres, amb André Breton i Jean Malaquais. El 10 d'abril de 1942 neix el seu primer fill, Daniel, a Regussa, on ella col·labora amb el maquis que s'amagava dins el bosc de Pelenc i on viuran fins al final de la guerra. El 29 de juliol de 1945 neix el seu segon fill, Germinal, a Marsella, on viuran fins al 1948. La família s'estableix a París, al barri 11è. Allà Teresa fa amistat amb Jean Paul Sartre, Albert Camus i Georges Brassens, descobreix Juliette Gréco, Boris Vian, Mario Vargas Llosa i Jorge Luis Borges i participa en actes del Casal de Catalunya de París, on ella canta a l'orfeó i fa teatre i dansa. El 1950 treballa de secretària del govern espanyol a l'exili i fa diferents oficis per sobreviure: espardenyera, dansaire del ballet La Bella de Cadix i del cantant Luis Mariano, venedora de fruita, intèrpret de melodies de folklore ibèric, etc. El 1952, la seva germana Assutzena va a París i fan un duo, Les Seurs Soler, que fins al final de la dècada canten cançons de diferents cultures de la península i treballen amb Brassens, Yves Montand, Leny Escudero, Patachou, entre d'altres. Del 1961 al 1967 treballa d'administrativa per a les revistes Preuves i Cuadernos —especialitzada en la problemàtica a l'Amèrica Llatina— i entra en contacte amb molts intel·lectuals francesos i de l'Amèrica del Sud. En aquell temps comença a rebre classes de pintura a casa d'André Michael, activitat que ja no deixarà de practicar fins a la mort. El 1967 entra a treballar a Regne Renault, però no hi va durar gaire.

### La cançó
L'any 1968 coneix Raimon a París i Rebull aconsegueix que les revistes on treballava l'entrevistin. És la festa del llibre que organitza el Casal de Catalunya de París i hi participen Maria Aurèlia Capmany i Guillermina Motta, a més de Raimon. Teresa Rebull s'atreveix a cantar-hi dues peces. Però el primer concert públic que va fer va ser a la plaça de la Contrescarpe, al barri bohemi de Moufetard de París, espontàniament perquè uns joves li ho van demanar. A partir d'aquí, va començar a fer concerts en defensa de la llengua i la cultura catalanes fins al 1980.
Des del 1955 la família Rebull estiuejava a Banyuls de la Marenda per estar a prop de la frontera. El 1969 va tenir lloc el Febrer d'Art a la Guingueta d'Ix, on ella va cantar al costat de Lluís Llach, Quico Pi de la Serra, Ovidi Montllor, Maria del Mar Bonet, Miquel Cors, entre d'altres. Va ser el primer contacte amb el moviment de la Nova Cançó i, com que ja tenia cinquanta anys i els seus companys eren molt joves, es va guanyar el nom afectuós d'Àvia de la Nova Cançó. Va cantar durant un temps a la Cova del Drac de Barcelona, on va entrar en contacte amb Guillem d'Efak. A França, va entrar al circuit de la Maison de la Jeunesse et la Culture i actuà pràcticament a tots els departaments de l'hexàgon. A partir del 1980 no va cantar més, sinó de manera esporàdica. Tanmateix, el 6 de juliol de 2006, Òmnium Cultural li va organitzar un concert homenatge al Palau de la Música Catalana, on no havia actuat mai fins aleshores. N'és testimoni el CD Visca l'amor. L'acompanyaren una colla d'amics, entre els quals Lluís Llach, Maria del Mar Bonet, Joan Isaac, Blues de Picolat, Gisela Bellsolà, Josep Tero, Mariona Segarra o Gerard Jacquet.

### Els darrers anys
Del 1969 al 1985 va participar cada any a la Universitat Catalana d'Estiu a Prada de Conflent. Va ser una de les fundadores del Partit dels Socialistes de Catalunya i hi va militar fins al 2006. Establerta a Banyuls des del 1971 —quan Pep Rebull es jubilà—, els darrers anys els passà pintant a casa i assistint als actes on la demanaven. Va morir el 15 d'abril de 2015, als 95 anys.

## Obra

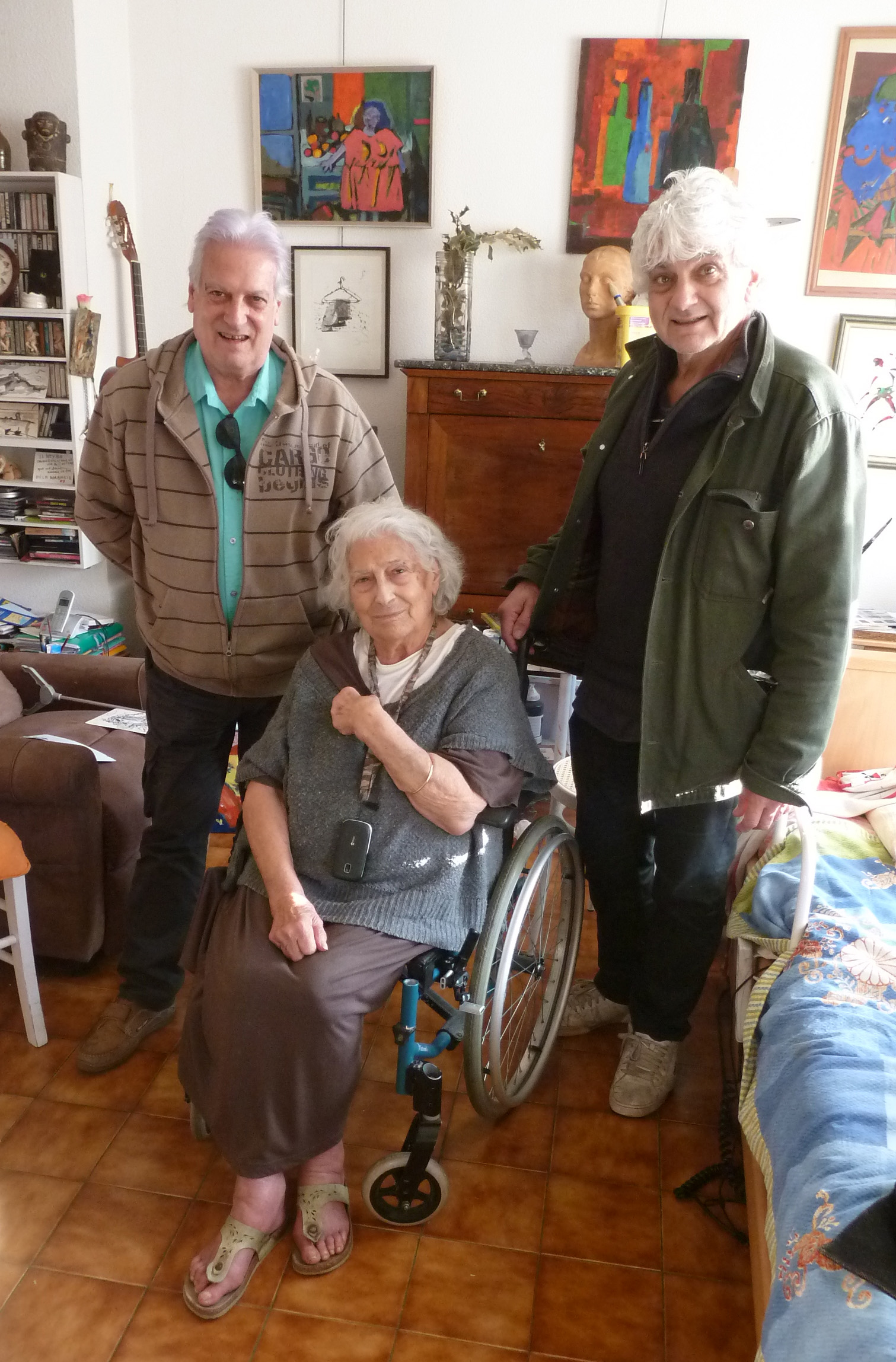
Teresa Rebull a casa, a Banyuls, el 17 de gener de 2015. Envoltada pels seus fills i per quadres pintats per ella

Va musicar poemes de Joan Salvat-Papasseit (Mester d'amor, 1977), Josep Sebastià Pons (Camí de l'argilada, 1986) i Maria Mercè Marçal, entre d'altres. L'any 1999, va publicar Tot cantant, la seva autobiografia. El 2000, va treure el disc Tot cantant i el 2006, Visca l'amor, que pren el nom del poema homònim, inclòs en el disc, de Joan Salvat-Papasseit.
Autobiografia
- Tot cantant (1999)
- En chantant (2004). Traduït per André Vinas i Christine Lavaill, Baixas, Balzac éditeur, ISBN 2-913907-41-5

Discografia
- Teresa Rebull (EP, Concèntric, 1969).
- Teresa Rebull canta les seves cançons. Als 4 Vents, 1973.
- Mester d'amor / Joan Salvat Papasseit (LP, Drums, 1977) - la Teresa Rebull musica poemes d'en Papasseit.
- Papallones... i més (LP, Picap, 1984).
- Camí de l'argilada (1986)[44] - amb poemes de Josep Sebastià Pons, entre altres (Premi Charles Cros).
- Cançons populars catalanes (Terra nostra, 2002).
- Teresa Rebull. Cançons, 1969-1992 (Nord-Sud Music, 2004): àlbum recopilatori amb 44 cançons. Entre altres cançons, inclou poemes musicats de Josep Gual i Lloberes (1920-2005), Enric Brufau, Maria Mercè Marçal, Josep Marimon, Gérard Salgas, Joan Salvat Papasseit, Francesc Català i Duran, Jordi Pere Cerdà, Rosa Leveroni, Joan Morer (1922-2008), Simona Gay, Miquel Martí i Pol i Josep Sebastià Pons, a més de les seves pròpies cançons.[45]
- Visca l'amor. Festa homenatge a Teresa Rebull (Picap, 2006)[46] - CD on canta la Teresa Rebull sola o en duet, i DVD del concert.
- Papallones i més... (Picap, 2008).
- Teresa Rebull canta les seves cançons (Picap, 2012).

Àlbum antològic
- Dones, flors i violes. La dona en la cançó catalana, a cura de Maria Aurèlia Capmany. Canten les seves cançons: la Teresa Rebull, Maria Aurèlia Capmany, Bella Dorita, Maria del Mar Bonet, Núria Feliu, Maria Cinta, Guillermina Motta, Carme Sansa i Rosa Maria Sardà.[47]

## Premis i reconeixements[48]

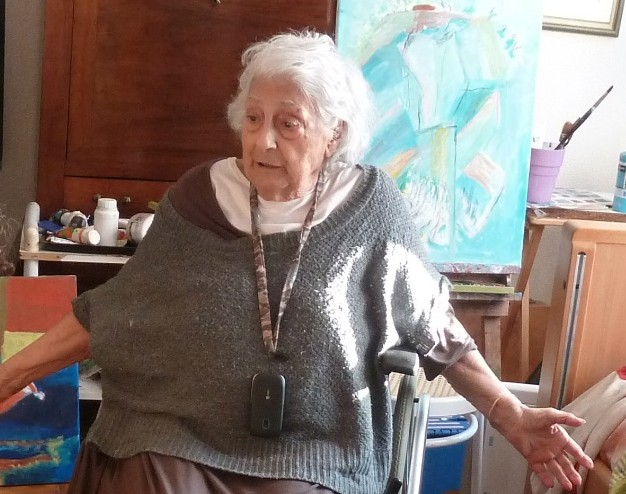
Teresa Rebull, davant de l'últim quadre que va pintar.

- 1977: Premi Charles-Cros pel seu disc Mester d'amor.[44]
- 1992: Creu de Sant Jordi.
- 2006: Òmnium Cultural va organitzar un homenatge en honor seu el 6 de juliol al Palau de la Música Catalana, on va poder actuar per primera vegada.[18]
- 2007: Premi Memorial Francesc Macià, per la seva defensa de la llengua i la cultura catalanes.
- L'Ajuntament de Sabadell es va comprometre a donar-li la Medalla de la Ciutat.[1][49]